# 藤井重隆
藤井 重隆（ふじい しげたか、1983年10月15日 - ）は東京都板橋区生まれのスポーツジャーナリスト。英国ロンドン在住。

## 来歴・人物
東京都立駒場高等学校卒業。イングランドのサッカー文化に関心を持ち、2002 FIFAワールドカップ（日韓W杯）後に大学留学で渡英。ロンドン大学ゴールドスミス・カレッジ、メディア・コミュニケーション学部を卒業。在学時よりスポーツニッポン新聞社のイングランド通信員・コラムニストとして、サッカーを中心とした翻訳・執筆活動を開始。サッカーではイングランド7部リーグでのプレーを経験し、FAコーチングバッジ・レベル2を取得。日刊スポーツ新聞社、時事通信社を経て現在はフリーランスとしてサッカー専門誌を中心に活動中。